# مون تائه-جونگ
مون تائه-جونگ (انگلیسی: Moon Tae-jong؛ زادهٔ ۱ دسامبر ۱۹۷۵) یک بازیکن بسکتبال اهل ایالات متحده آمریکا است. 